# Citínion
Citínion (en grec antic Κυτίνιον 'Kytínion', en llatí Cytinium) era una de les quatre ciutats de la Tetràpolis Dòria.
Era una ciutat d'importància estratègica i militar. Avui dia es diu Graviá i està situada a l'entrada nord del pas que porta de la vall de la Dòrida a la plana d'Amfissa, al mig de l'istme entre el golf Maliac i el de Crisseni.
El general Demòstenes, l'any 426 aC, va planificar un atac sortint de Naupactos, passant per Etòlia, la Lòcrida Ozòlia, Citínion i la Fòcida per envair Beòcia, i va suposar que els habitants s'unirien a la seva marxa; però l'expedició va ser un fracàs. Euríloc d'Esparta, va marxar llavors des Delfos contra Naupactos, i va deixar a la ciutat de Citínion els ostatges que havia rebut dels locris segons Tucídides.
L'any 338 aC Felip II de Macedònia va ocupar la ciutat, i des d'allí va marxar cap a Amfissa.